# 小山下
小山下（しょうせんげ）は、649年から685年まで日本で用いられた冠位である。664年までは19階中14位で上は小山上、下は大乙上。664年以降は26階中18位で上が小山中になった。

## 概要
大化5年（649年）2月の冠位十九階で導入された。前の七色十三階冠にあった小青を、小山上と小山下に分割したうちの一つである。
天智天皇3年（664年）2月9日の冠位二十六階の制で小山中が新設され、小山は小山上・小山中・小山下の3階になった。
天武天皇14年（685年）1月21日の冠位四十八階で、冠位の命名方法が一新したときに廃止された。

## 叙位された人物
『日本書紀』に見える小山下の人物としては、まず遣唐使の判官として白雉5年（654年）に発った書麻呂がいる。ただし、書紀の本文は大乙上とし、小山下は「或本による」との注記である。また、天智天皇6年（667年）に来日した唐の使者司馬法聡を送り返すことを命じられた伊吉博徳が小山下であった。伊吉博徳は、朱鳥元年（686年）10月に大津皇子の謀反が発覚したときに逮捕された。そのときは冠位制度が変わっていたが、なお小山下と記されている。
西海使（遣百済使）では、斉明天皇2年（656年）に佐伯栲縄とともに百済から帰って鸚鵡を献上した難波国勝、翌年に小花下の阿曇頬垂とともに帰って駱駝を1頭献じた津傴僂がいる。
遣新羅使では、天智天皇6年（667年）に来日した新羅の使者金東巌の帰国にあわせて新羅に遣わされた道守麻呂、天武天皇13年（684年）の遣新羅小使都努牛甘がいる。都努牛甘のときの大使は高向麻呂で小錦下である。
斉明天皇7年（661年）9月には、日本にいた百済王子余豊璋が百済復興のために帰国したとき、大山下の狭井檳榔と小山下の秦田来津が5千の兵をもって送った。
天智天皇10年（671年）1月に、亡命百済人に一斉に冠位を授けたとき、百済の冠位で達率だった者50余人を小山下とした。達率のすべてが小山下ではなく、より上の冠位を受けた達率も数人いた。小山下より下の冠位になった者はいなかったようである。
天武天皇6年（677年）には、倭画師の音檮が小山下となり、封戸20戸を与えられた。
- 書麻呂 - 白雉5年（654年）2月見。遣唐判官。
- 難波国勝 - 斉明天皇2年（656年）9月5日見。西海使（遣百済使）。
- 津傴僂 - 斉明天皇]年（657年）見。西海使（遣百済使）。
- 伊吉博徳 - 天智天皇6年（667年）11月13日見 - 朱鳥元年（686年）10月2日見。司馬法聡の送使。大津皇子の謀反発覚により逮捕。
- 道守麻呂 - 天智天皇7年（668年）11月5日見。遣新羅使。
- 達率50余人 - 天智天皇10年（671年）1月叙位。亡命百済人。
- 音檮 - 天武天皇6年（677年）5月3日叙位。倭画師。
- 都努牛甘 - 天武天皇13年（684年）4月20日見。遣新羅小使。